# Percrocutidae
Die Familie der Percrocutidae ist eine ausgestorbene Linie der katzenartigen Raubtiere. Ursprünglich wurden sie den Hyänen zugerechnet, doch gelten sie heute als eigene Familie. Sie entwickelten ähnliche Merkmale wie die Hyänen und dürften die ökologische Nische der großen aasfressenden Hyänen besetzt haben, als die Hyänen selbst noch ausschließlich aus kleinen schleichkatzenartigen Formen bestanden. Die ersten Percrocutiden stammen aus dem mittleren Miozän Europas und Westasiens und gehörten zur Gattung Percrocuta. Percrocuta zeigte bereits eine Tendenz zu vergrößerten Prämolaren, verfügte allerdings noch nicht über ein derartig massives Brechscherengebiss wie die spätere Form Dinocrocuta aus dem späten Miozän, das geeignet war auch sehr große Knochen zu knacken. Letztere Gattung wurde, unter Voraussetzung eines hyänenähnlichen Körperbaus, rekonstruiert bis zu 380 kg schwer.
Gelegentlich wird empfohlen, die Percrocutiden zusammen mit anderen Gattungen, wie etwa Stenoplesictis, zur Familie der Stenoplesictidae zusammenzufassen.

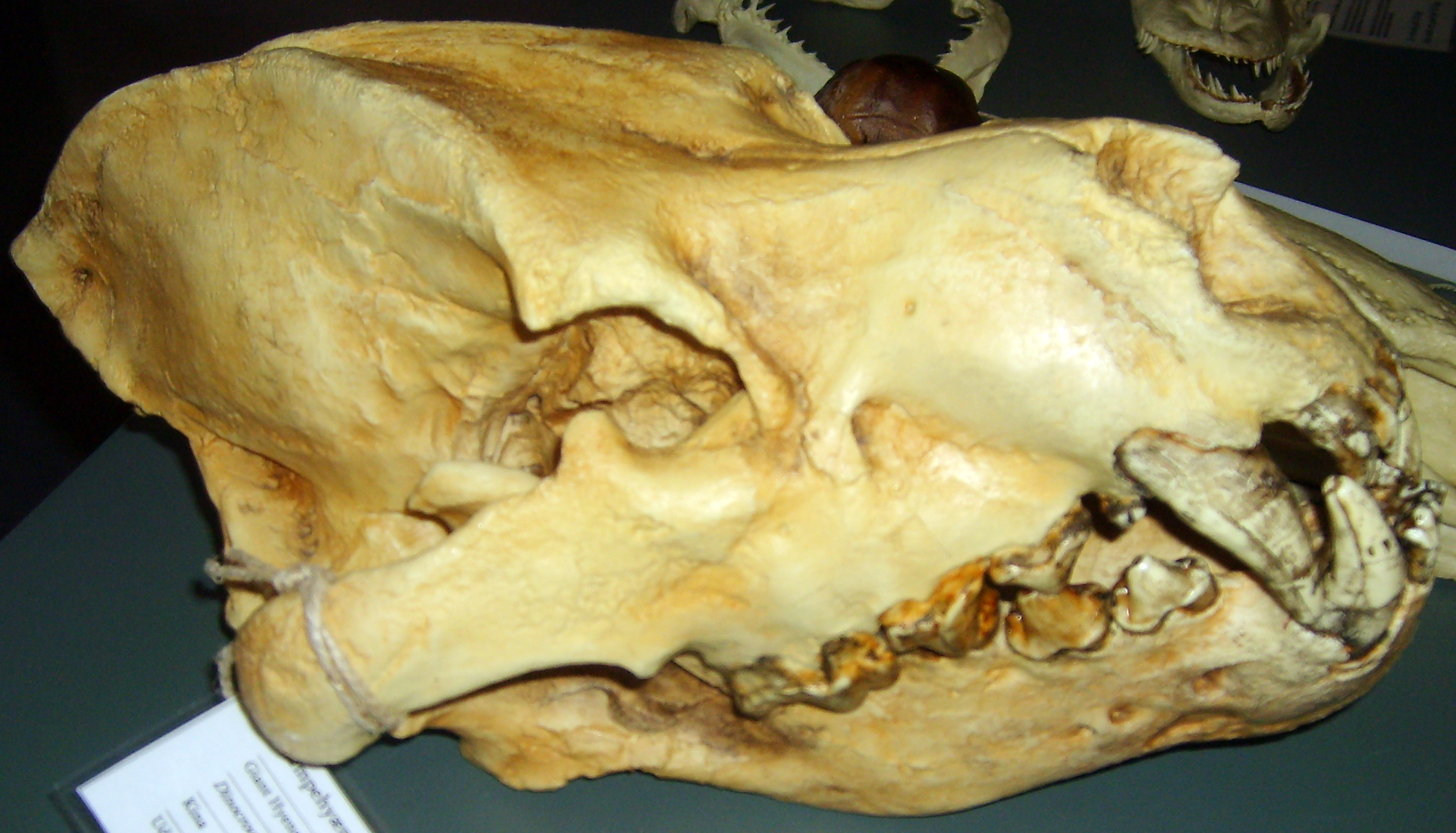
Schädel von Dinocrocuta gigantea